# أربين (آن)
أربين (بالفرنسية: Arbent) هي بلدية فرنسية تقع في إقليم آن في فرنسا. رمز إنسي لها هو:1014. أما الرمز البريدي لها فهو: 1100.

## معرض صور

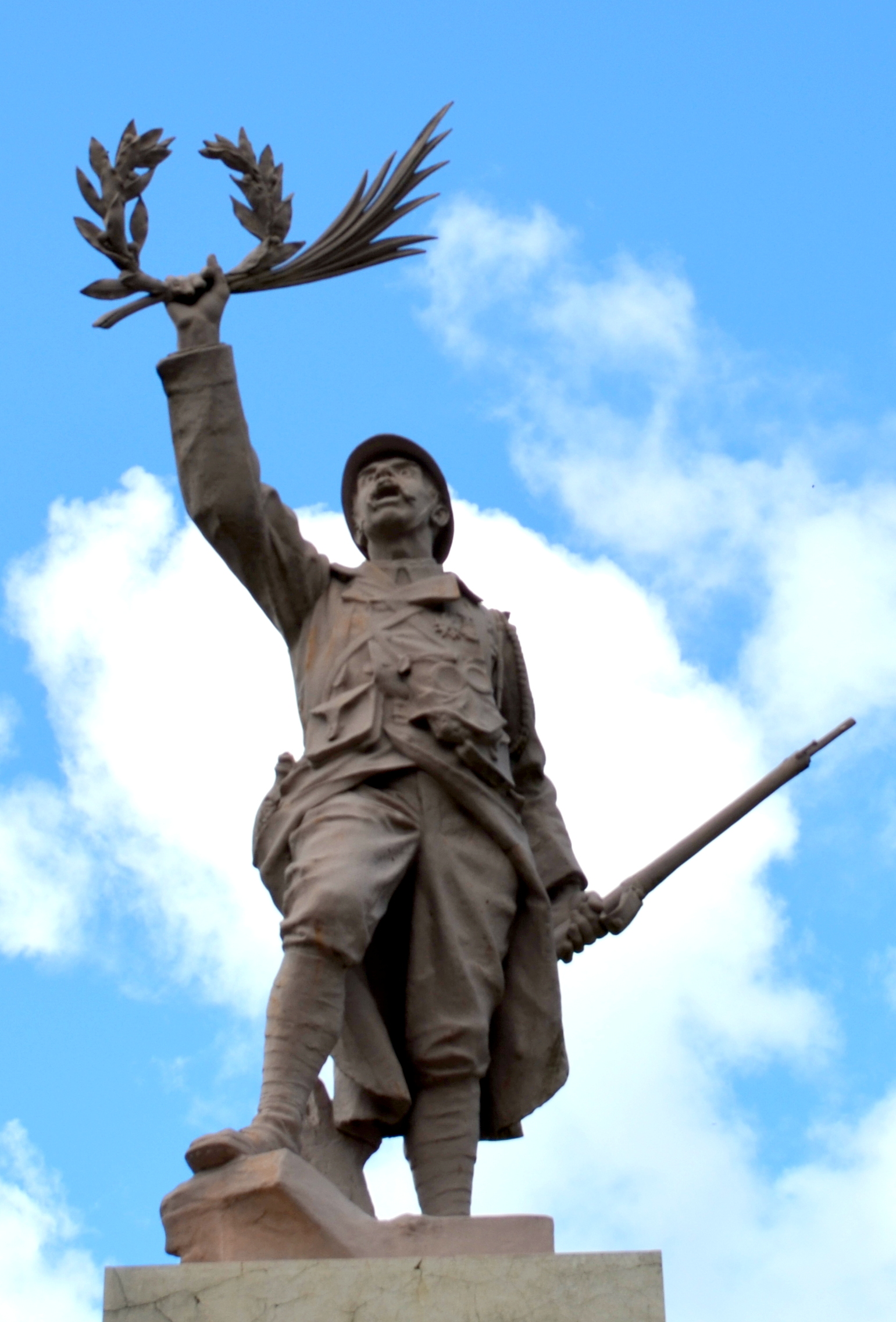
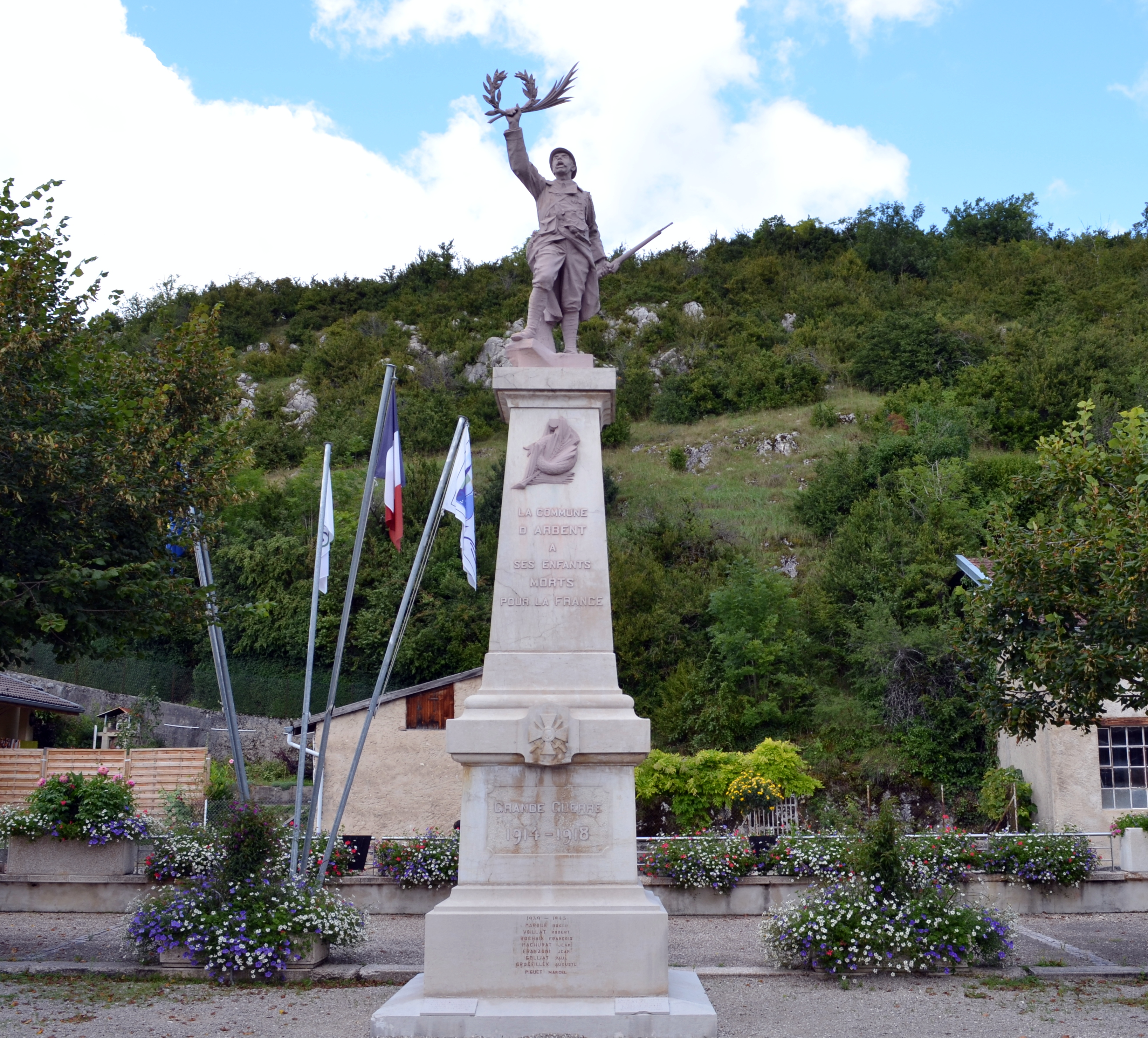
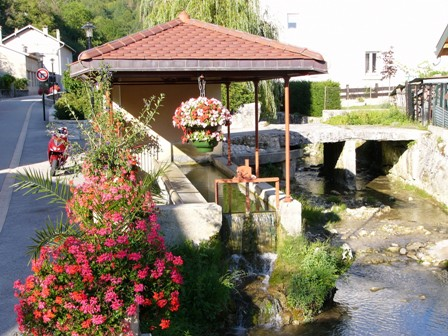